# Motanul și Scufița Roșie
Motanul și Scufița Roșie este un film românesc din 1989 regizat de Mihail Marian.